# Дреновчени
Дреновчѐни (на гръцки: Κρανιωνίτες, Кранионитес) са жителите на село Дреновени (Кранионас), Гърция. Това е списък на най-известните от тях.

## Родени в Дреновени
А – Б – В – Г – Д –
Е – Ж – З – И – Й –
К – Л – М – Н – О –
П – Р – С – Т – У –
Ф – Х – Ц – Ч – Ш –
Щ – Ю – Я

### Б
- Боя Лексòвска – Комитката, началник на женската организация на ВМРО в Дреновени.[1]

### В
- Васил Алексовски (1912 – 1944), гръцки партизанин
- Васил Пенчов Лексо̀вски (1909 – 27 юли 1947), дългогодишен председател на МПО „Правда“ и член основател и председател на църквата „Свети Георги“ в Торонто, Канада
- Васил Секулев (Βασίλειος Σεκουλίδης), гръцки андартски деец, агент от ІІІ ред[2]
- Васил Ставрев Пандев (1884 – след 1943), български революционер, македоно-одрински опълченец,[3]

### Г
- Георги Андаров (Хандаров), куриер на ВМОРО.[4]
- Георги Динев, български свещеник
- Георги (Йорге) Динков, български учител в Долно Дреновени.[5]

### Д
- Димитър Перело, български комунист, активен борец против фашизма и капитализма
- Димитър Трайков (1875 – след 1943), български революционер
- Доно Кирков (1884 – 1946), войвода на Охрана в Горно Дреновени[6]

### И
- Иван Николов (1880 – 1943), български революционер
- Иван Ловачев (Ιωάννης Λοβάτσης, Йоанис Ловацис), гръцки андартски деец, агент от ІІІ ред[2]
- Илия Григоров, (1883 – 1972), български учител в Горно Дреновени, псалт в църквата „Света Петка“ в Дреновени, дългогодишен псалт на църквата „Свети Климент Охридски“ в Детройт.
- Илия Пеев (1878 – след 1943), български революционер

### К
- Константин Хортаров (Κωνσταντίνος Χορταράς), гръцки андартски деец, агент от ІІІ ред, куриер[2]
- Коста Ламбрев (1911 – 2000), български дипломат
- Киро Королов, български учител в Горно Дреновени, войвода на ВМОРО преди Илинденското въстание[7]

### Л
- Лазар Иванов (Аджиов), (? – 20 февруари 1972) председател на църковното настоятелство на църквата Св. св. Кирил и Методи в Торонто през годините 1928, 1940, 1941 и 1942, а от 1946 г. е почетен председател.[8]
- Лазо Королов (1905 – 17 май 2002), деец на българската емиграция в Торонто, Канада
- Лука Диманов (Диманин, Дамянов, неизв. – 1944), български революционер, един от ръководителите на Македоно-българския комитет в Костурско

### Н
- Никола Кукулов, български революционер от ВМОРО, четник на Иван Наумов Алябака[9]
- Никола Ловачев (Νικόλαος Λοβάτσης, Николаос Ловацис), гръцки андартски деец, агент от ІІІ ред[2]
- Никола Попмарков (Νικόλαος Παπαμάρκος, Николаос Папамаркос), гръцки андартски деец, агент от ІІІ ред[2]

### Р
- Ристо Буянкин (? – 1946), български революционер

### С
- Стоян Василев Аджиов, български учител в Долно Дреновени.[10]

### Т
- Таша Фотовска, куриер на ВМОРО.[11]
- Тома Иванов (Петрèвски), български свещеник

### Ф
- Фото Дичев, български революционер от ВМОРО, четник на Лука Джеров[12]

### Х
- Христо Ловачев (Χρήστος Λοβάτσης, Христос Ловацис), гръцки андартски деец, агент от ІІІ ред[2]
- Христо Бегов, български революционер[13]
- Христо Димитров, български революционер от ВМОРО, четник на Пандо Кляшев[14]

### Я
- Яне Кирков (John Kirchoff, ? – декември 1950), член-основател на МПО „Бащин край“, Гранит Сити, САЩ, член на ЦК на МПО

### Македоно-одрински опълченци от Дреновени
- Даро Дреновенски (? – 1912), македоно-одрински опълченец, четата на Васил Чекаларов, подпоручик Иван Попов, Христо Силянов, убит на 5 декември 1912 година[15]
- Иван Георгиев Перелов (1873 – след 1943), македоно-одрински опълченец, на 15 март 1943 година, като жител на Владая, подава молба за българска народна пенсия, която е одобрена и пенсията е отпусната от Министерския съвет на Царство България[16]
- Иван Г. Ловачев (1890 – ?), македоно-одрински опълченец, Първа рота на Десета прилепска дружина, ранен[17]
- Костадин Пеев (1883 – ?), македоно-одрински опълченец, четата на Христо Цветков[18]
- Ламбро Георгиев Петрѐвски; в документите на Македоно-одринското опълчение е регистриран, Ламбро Георгиев, без посочено родно място, служил в 12 Лозенградска дружина.[19]
- Ламбро Павлов (1879 – ?), македоно-одрински опълченец, Трета рота на Дванадесета лозенградска дружина[20]
- Никола Филипов Кузинчев (1873 – 1925), български революционер, деец на ВМОРО, македоно-одрински опълченец
- Пенчо Наумов Лексовски, в 1912 година 35-годишен постъпва в Опълчението,[21] служи в 1-ви взов на 3-та рота на 12-а лозенградска дружина;[22] на 13 февруари 1943 година, на 67 години, като жител на Бургас, подава молба за българска народна пенсия,[23] която е одобрена и пенсията е отпусната от Министерския съвет на Царство България.[22]
- Стоян Филипов Петров/Петрѐвски (1868 – 18 юли 1941), български революционер от Горно Дреновени, деец на ВМОРО и Илинденската организация[24]
- Тръпко Димитров (1887 – ?), македоно-одрински опълченец, Първа рота на Шеста охридска дружина[25]
- Щерьо Колев (1872 – ?), македоно-одрински опълченец, Първа рота на Шеста охридска дружина[26]
- Янко Атанасов, македоно-одрински опълченец, Трета рота на Втора скопска дружина[27]

## Български общински съвет в Дреновени в 1941 година
- Андрей Гювелов (Главолев)
- Георги Динков
- Георги Хаджиев
- Търпо Попмарков
- Аргир Ловачев
- Анастас Динков
- Димитър Попмарков
- Васил Чалев[28]

## Починали в Дреновени
- Пандо Кляшев (1882 – 1907), български революционер
- Стоян Чекаларов (1884 – 1907), български революционер от ВМОРО
- Васил Хаджипавлов, български революционер от ВМОРО, четник на Пандо Кляшев, убит в Дреновени на 13 август 1907 година[29]
- Кузма Бакрачев (? – 1907), български революционер от ВМОРО
- Никола Михов (? – 1907), български революционер от ВМОРО
- Никола Шестоваров (? – 1944), български революционер, ръководител на Македоно-българския комитет в Костурско

## Свързани с Дреновени
- Лабро Королов, председател на МПО „Македония – Швейцария на Балканите“ (Торонто), от септември 2011 г. редактор на вестник „Македонска трибуна“